# 新御堂 (君津市)
新御堂（しみどう、しんみどう）は、千葉県君津市の地名。丁番を持たない単独町名で、郵便番号は299-1136。

## 地理
市内西部、小糸川支流の江川左岸に位置する。地内は北東部に集落と水田があるほかは山林である。
北で貞元、東で杉谷・郡、南で小香、西で上湯江とそれぞれ接する（いずれも君津市）。

### 河川
- 江川

## 歴史

### 地名の由来
地内の最勝福寺の建立に由来すると伝えられている。

### 沿革
- 江戸時代 - 周淮郡新御堂村成立。最勝福寺領および旗本飯室氏領。
- 1873年（明治6年） - 新御堂村、千葉県に所属。
- 1889年（明治22年）4月1日 - 町村制施行により周淮郡貞元村（2代目）大字新御堂となる。
- 1897年（明治30年）4月1日 - 貞元村、郡統合により君津郡所属となる。
- 1954年（昭和29年）3月31日 - 貞元村と君津町（初代）・周南村が合併し君津郡君津町（2代目）が成立、同町の大字となる。
- 1971年（昭和46年）9月1日 - 君津町が市制施行し、君津市となる。

## 世帯数と人口
2017年（平成29年）10月31日現在の世帯数と人口は以下の通りである。
| 大字   | 世帯数 | 人口 |
| ------ | ------ | ---- |
| 新御堂 | 21世帯 | 48人 |

## 小・中学校の学区
市立小・中学校に通う場合、学区は以下の通りとなる。
| 番地 | 小学校             | 中学校             |
| ---- | ------------------ | ------------------ |
| 全域 | 君津市立貞元小学校 | 君津市立君津中学校 |

## 交通
地内を通る鉄道路線・バス路線・国道・県道はない。最寄駅は内房線君津駅。バス路線では、杉谷・八幡地内を通る君津市コミュニティバス小糸川循環線に「新御堂入口」バス停がある。

## 施設
- 最勝福寺
- 熊野神社
- アスカゴルフ練習場
- 新御堂生活センター
- 新高橋 - 江川を渡る橋。

公立小学校の学区は全域で君津市立貞元小学校、公立中学校は君津市立君津中学校。

## 史跡
- 新御堂荘台遺跡
- 元秋葉台遺跡